# Episodi di Tredici (seconda stagione)

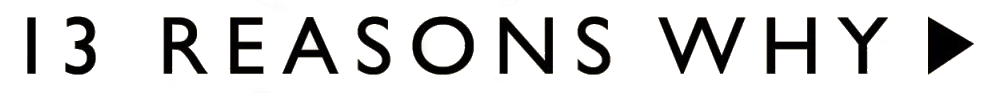
Logo della serie

La seconda stagione della serie televisiva Tredici, composta da tredici episodi, è stata interamente pubblicata sul servizio di video on demand Netflix il 18 maggio 2018, in tutti i territori in cui il servizio è disponibile.
In apertura di stagione gli attori Dylan Minnette, Katherine Langford, Justin Prentice e Alisha Boe sono intervenuti per sensibilizzare i giovani sulle tematiche affrontate dalla serie. Al termine di ogni episodio è stata annunciata una linea dedicata a cui rivolgersi in caso di necessità.
| nº | Titolo originale                 | Titolo italiano               | Pubblicazione  |
| -- | -------------------------------- | ----------------------------- | -------------- |
| 1  | The First Polaroid               | La prima Polaroid             | 18 maggio 2018 |
| 2  | Two Girls Kissing                | Due ragazze e un bacio        | 18 maggio 2018 |
| 3  | The Drunk Slut                   | L'ubriacona                   | 18 maggio 2018 |
| 4  | The Second Polaroid              | La seconda Polaroid           | 18 maggio 2018 |
| 5  | The Chalk Machine                | La macchina tracciarighe      | 18 maggio 2018 |
| 6  | The Smile at the End of the Dock | Il sorriso alla fine del molo | 18 maggio 2018 |
| 7  | The Third Polaroid               | La terza Polaroid             | 18 maggio 2018 |
| 8  | The Little Girl                  | La bambina                    | 18 maggio 2018 |
| 9  | The Missing Page                 | La pagina mancante            | 18 maggio 2018 |
| 10 | Smile, Bitches!                  | Un bel sorriso, stronze       | 18 maggio 2018 |
| 11 | Bryce + Chloe                    | Bryce e Chloe                 | 18 maggio 2018 |
| 12 | The Box of Polaroids             | La scatola di Polaroid        | 18 maggio 2018 |
| 13 | Bye                              | Addio                         | 18 maggio 2018 |

## La prima Polaroid
- Titolo originale: The First Polaroid
- Diretto da: Gregg Araki
- Scritto da: Brian Yorkey

### Trama
Si apre il processo intentato dalla famiglia Baker contro il distretto scolastico. Il primo testimone è Tyler che riferisce come, dalla morte di Hannah, le cose alla Liberty High sono addirittura peggiorate.
Passato. All'inizio del secondo anno Tyler aiuta la nuova arrivata Hannah ad aprire l'armadietto. Colpito dalla sua naturalezza, Tyler le propone di posare come modella per un servizio fotografico. Ad Hannah farsi fotografare inizia a piacere, tanto che Tyler la riprende mentre è intenta a scattarsi un selfie in camera sua. Tutto cambia quando scoppia il caso della foto osé al parco con Justin, inevitabilmente da quel momento Hannah non vuole più essere fotografata e inizia a nutrire un rapporto conflittuale con la propria immagine.
Presente. Clay si è fidanzato con Skye e sta cercando di entrare nel suo mondo, condividendo le sue passioni per motociclette e tatuaggi, benché l'agitazione l'abbia fatto svenire sul lettino del tatuatore. Proprio quando era convinto di aver rimosso il dolore legato alla perdita di Hannah, Clay ricomincia a vedere il suo fantasma in coincidenza dell'inizio del processo. A causa del conflitto d'interessi, essendo suo figlio uno studente della Liberty High, Lainie si è dovuta ricusare da rappresentante legale del distretto scolastico. La donna è preoccupata perché Clay appare ancora distante e poco propenso a comunicare. Al processo Tyler porta alla luce il bullismo nella scuola, di cui lui stesso è tuttora vittima, tanto da aver trovato scritte minatorie nella camera oscura del laboratorio di fotografia. La difesa mostra le foto scattate ad Hannah per il servizio, sottolineando come evidentemente alla ragazza non dispiacesse poi tanto essere immortalata. Alex, privo di memoria sugli eventi dei mesi precedenti al tentato suicidio, insiste con i genitori per tornare a scuola. Lo stesso giorno rientra anche Jessica, costretta a fare i conti con l'etichetta di ragazza facile appiccicatale da Bryce. Costui infatti, approfittando della sua assenza, ha asserito che il loro rapporto fosse consensuale, uscendo pubblicamente immacolato. Il signor Porter minaccia Bryce di non avvicinarsi più a Jessica, avvertendolo che avrà anche scampato le conseguenze delle sue azioni, ma il prossimo passo falso gli sarà fatale. Bryce se la prende con Tyler, appena arrivato dal tribunale, per aver fatto il suo nome in aula. Clay trova nel suo armadietto una Polaroid raffigurante Bryce intento a stuprare un'altra ragazza e corredata dalla scritta "Hannah non è l'unica". Le apparizioni di Hannah diventano sempre più fastidiose per Clay, insinuandosi nel suo rapporto con Skye. Tony brucia il messaggio che Hannah gli aveva lasciato prima di morire. Jessica trova un manichino impiccato fuori casa.
- Testimone: Tyler Down, che parla delle foto scattate ad Hannah e del suo tentativo di fare amicizia con lei.

## Due ragazze e un bacio
- Titolo originale: Two Girls Kissing
- Diretto da: Gregg Araki
- Scritto da: Thomas Higgins & Brian Yorkey

### Trama
Nel secondo giorno del processo tocca a Courtney testimoniare, derubricando il bacio con Hannah a normale affettività tra ragazze. Agli atti ci sono però fotografie di ulteriori baci e la difesa paventa che la loro fosse una vera e propria relazione amorosa.
Passato. La sera del bacio a casa di Hannah, quest'ultima ha continuato a baciare Courtney anche dopo lo scatto rubato da Tyler. Questo non perché fosse bisessuale, ma per trasformare il disastro del primo bacio di Courtney (equivalente al suo con Justin nel parco) in un evento memorabile, comportandosi da vera amica.
Presente. Clay continua a vedere e parlare con il fantasma di Hannah, ricevendo la sua approvazione per gli effetti benefici che la relazione con Skye sta avendo su di lui. Tyler trova il laboratorio fotografico devastato da qualcuno infastidito per la sua testimonianza del giorno precedente. Porter è invitato da Rick Wlodimierz, l'allenatore della squadra di Bryce, a non infastidire i suoi atleti con quelle che considera pantomime sulla violenza sessuale. Jessica apprende da Chloe Rice, capo-cheerleader e nuova fidanzata di Bryce, che costui la accusa di aver volontariamente tradito Justin per andare con lui. Chloe, infastidita per la continua presenza di Tyler agli allenamenti, ottiene che la scuola gli vieti di fotografare le ragazze. Zach si prende cura di Alex, accompagnandolo a scuola e seguendolo nella riabilitazione motoria. Questo non va giù a Bryce, ritenendo troppo pericoloso perdere un alleato come Zach che conosce i suoi segreti. Olivia è assistita da Jackie, un avvocato specializzato in casi di bullismo, la cui presenza le è utile per affrontare il processo. Olivia rimprovera Jackie per aver lavato il vestito insanguinato che indossava il giorno in cui ha trovato Hannah morta nella vasca. Clay trova Skye a casa con i suoi genitori, autoinvitatasi a cena. Successivamente Skye accusa Clay di essere ancora innamorato di Hannah, provando un legame morboso per una morta. Dopo che Skye fugge furiosa, Clay la insegue, memore di quanto sia costato il suo attendismo con Hannah. Arrivato a casa di Skye, Clay trova l'ambulanza portarla via per essersi nuovamente tagliata le vene e la madre dire sardonicamente che ormai è abituata a questi episodi. Mentre Jessica si prepara a deporre il giorno successivo, Alex riceve una busta contenente un poster che raffigura un bersaglio del poligono di tiro e la scritta minatoria "Miglior fortuna la prossima volta".
- Testimone: Courtney Crimsen, che parla del bacio fra lei e Hannah e dei sentimenti che provava nei suoi confronti.

## L'ubriacona
- Titolo originale: The Drunk Slut
- Diretto da: Karen Moncrieff
- Scritto da: Marissa Jo Cerar & Brian Yorkey

### Trama
Jessica testimonia che a scuola ogni ragazzo è etichettato, finendo inevitabilmente per nascondersi dietro l'identità che gli viene affibbiata.
Passato. Quando Hannah era ancora amica di Jessica e Alex, durante un gioco i tre si sono baciati reciprocamente per suggellare la loro amicizia. In quel momento Jessica e Alex si accorgono di piacersi. Mentre Jessica fa di tutto per nascondere la relazione ad Hannah e non turbarla, Alex è meno delicato e pretende di vivere il loro rapporto alla luce del sole. Una sera al cinema Alex accusa Hannah di pretendere che tutto giri intorno a lei, dopodiché va da Jessica e finge che l'amica abbia fatto una scenata alla notizia del loro innamoramento. Da quel momento Jessica e Hannah non sono più amiche. Dopo la famigerata festa a casa di Jessica, Hannah tenta di raccontarle quello che le è successo. L'arrivo di Justin però fa tornare Jessica sulla difensiva, vanificando la sua riconciliazione con Hannah.
Presente. Di ritorno dall'ospedale, senza aver avuto notizie sulle condizioni di Skye, una macchina tenta di travolgere Clay in bicicletta. Il giorno seguente Skye ritiene opportuno lasciare Clay, affinché entrambi affrontino da soli i rispettivi problemi. Jessica e Alex si alleano con Clay per cercare di capire chi li sta minacciando. Jessica trova appese alla lavagna in classe delle fotografie scattate al ballo invernale che la deridono per il suo comportamento lascivo. La ragazza le porta in tribunale, riuscendo a farle ammettere come prove, e convincendo Olivia che è lei l'altra ragazza violentata da Bryce di cui parla Hannah nelle cassette. L'avvocato della difesa sostiene che Hannah è stata responsabile, con la sua morbosa gelosia, della rottura della loro amicizia. Quando le viene chiesto se esistono altre ragioni, Jessica non ha il coraggio di rivelare lo stupro. Tyler trova un nuovo amico in Cyrus, un ragazzo dark conosciuto al corso di autoconsapevolezza del signor Porter, che lo inserisce nel suo gruppo di emarginati. Frequentando la casa di Cyrus, Tyler inizia a essere attratto da sua sorella Mackenzie. Zach assicura a Bryce di non aver detto ad Alex nulla di compromettente, coprendogli le spalle da vero amico. Marcus è stato ammesso ad Harvard e suo padre vuole che esca pulito dal processo per non intaccare la sua campagna elettorale. Clay chiede a Tony di mettersi alla ricerca di Justin, sparito dalla circolazione dopo la fuga da casa, trovandolo a fare l'elemosina per strada. A seguito dell'incidente avuto in bicicletta e come segno di fiducia, Clay riceve una macchina in regalo dai genitori. Quello che Lainie e il marito non sanno è che il figlio sta nascondendo Justin in camera sua. Anche Marcus entra nel mirino dei bulli, vedendo un manifesto elettorale del padre bruciare fuori da casa.
- Testimone: Jessica Davis, che parla della lista del "miglior sedere" e della sua amicizia con Hannah, senza riuscire a citare la violenza sessuale.

## La seconda Polaroid
- Titolo originale: The Second Polaroid
- Diretto da: Karen Moncrieff
- Scritto da: Hayley Tyler & Brian Yorkey

### Trama
Marcus racconta di aver voluto uscire con Hannah perché il suo ruolo di presidente del comitato studentesco gli impone di aiutare chi è isolato o in difficoltà.
Passato. Ai tempi di "Oh My Dollar Valentine" Marcus chiede ad Hannah di uscire, benché la ragazza non fosse tra i cinque profili compatibili del suo questionario, scommettendo con Bryce che sarebbe riuscito a toccarla già al primo appuntamento. Questo spiega l'atteggiamento inappropriato avuto alla tavola calda, quando ha tentato di infilarle una mano tra le gambe, per poi apostrofarla in seguito al respingimento. Nei giorni seguenti Hannah provoca Marcus, dicendogli di averlo smascherato e capito che il suo agire è dettato da secondi fini.
Presente. Clay scopre una fiala di ossicodone tra i vestiti di Justin e si adopera affinché riesca a disintossicarsi prima di testimoniare. Tony assolda Sheri per aiutare Justin a superare la crisi d'astinenza. Porter è andato a parlare con la madre di Bryce, mettendole la pulce nell'orecchio sul comportamento del figlio. Olivia constata con soddisfazione come sempre più persone si stanno interessando alla vicenda di Hannah, manifestando ogni giorno in suo nome fuori dal tribunale. Jessica e Alex trascorrono un pomeriggio al cinema, dopodiché passano dal negozio dei Baker per salutare Olivia. Jessica confida ad Alex di essere preoccupata per il ritorno di Justin, affermando di non volerlo più vedere. In tribunale Marcus inventa che Hannah gli aveva chiesto di toccarla per far ingelosire un altro ragazzo, facendo il nome di Bryce. Clay trova nell'armadietto una seconda Polaroid su Bryce con la scritta "Non si fermerà". Marcus è vittima di uno scherzo ordito da Tyler e Cyrus, venendo ricoperto da una colata di vernice rosa nascosta dentro un borsone. I due ragazzi si recano poi nel bosco, dove Tyler insegna a Cyrus a sparare. Zach trova un animale morto dentro la borsa di basket. Clay invia le registrazioni di Hannah ad Alex, affinché possa recuperare la memoria e ottenere l'autorizzazione a testimoniare contro Bryce.
- Testimone: Marcus Cole, che mente riguardo alla sua uscita con Hannah.

## La macchina tracciarighe
- Titolo originale: The Chalk Machine
- Diretto da: Eliza Hittman
- Scritto da: Nic Sheff & Brian Yorkey

### Trama
Il testimone del giorno è Ryan, secondo cui Hannah era una persona originale che aveva bisogno della poesia per trovare il coraggio di essere sé stessa.
Passato. Ryan scopre che Hannah ha ripreso a sentire Justin dopo l'episodio del parco, sconsigliandole di dare una seconda chance a un ragazzo che le ha rovinato la reputazione. Justin incontra Hannah da Monet's, chiedendole scusa per quanto accaduto tra loro. Ryan è preoccupato che Hannah possa essere tentata di tornare insieme a lui, quindi ruba la sua poesia per pubblicarla.
Presente. Clay manda Justin a farsi la doccia, rischiando di essere scoperti da suo padre. Tony è incaricato di sorvegliare Justin, al quale rivela di essere in libertà vigilata e che al prossimo reato gli toccherà la galera. Tony asseconda la richiesta di Justin di uscire un po' all'aria aperta, incrociando la macchina misteriosa che da qualche tempo li sta pedinando. Alex ha ascoltato più volte i nastri di Hannah, restandogli il dubbio che gli stia sfuggendo l'elemento decisivo. La difesa mostra a Ryan le poesie di Hannah su cui avevano lavorato insieme, costringendolo a fare il nome di Justin come destinatario di quei componimenti, il che stride con i loro burrascosi trascorsi. Tyler è convocato da Porter perché sospettato di aver stampato le fotografie offensive su Jessica. Un amico gay di Cyrus mostra a Tyler che Ryan ha aperto un profilo sulla app per appuntamenti Grindr. Tyler e gli amici lo contattano usando un profilo fake per prenderlo in giro, con il risultato di fargli incontrare Tony e il suo nuovo ragazzo Caleb, che lo invitano al loro tavolo. Bryce presenta Chloe ai genitori. Sua madre nota dei lividi sul braccio della ragazza, da lei attribuiti agli allenamenti di cheerleader, ma guarda con fare non fiducioso suo figlio. Olivia osserva suo marito, da cui si è separata dopo la morte di Hannah, con la sua nuova famiglia. La madre di Tyler dice che un vicino ha visto lui e Cyrus sparare nel bosco, preoccupata per la piega che sta prendendo suo figlio da quando conosce quel ragazzo. Justin è risentito con Clay per non avergli detto di Jessica e minaccia di andarsene, ma Clay gli spiega di essere riuscito a trovarlo grazie a una cartolina conservata dalla stessa Jessica, facendogli capire quindi che tiene ancora a lui. Nonostante ciò, Clay si alza la notte e trova le finestre spalancate ed il letto di Justin vuoto. Porter viene arrestato dopo aver preso a pugni il patrigno di Justin, al quale stava chiedendo informazioni su quest'ultimo.
- Testimone: Ryan Shaver, che parla delle poesie scritte da Hannah.

## Il sorriso alla fine del molo
- Titolo originale: The Smile at the End of the Dock
- Diretto da: Eliza Hittman
- Scritto da: Julia Bicknell & Brian Yorkey

### Trama
Zach dichiara di non essere una persona cattiva, attribuendo il bullismo nella scuola al gruppo degli atleti di cui fa parte.
Passato. Durante l'estate tra secondo e terzo anno, Zach ha occasione di vedere Hannah parecchie volte al cinema. I due ragazzi si riconciliano e iniziano a trascorrere del tempo insieme. Zach scopre che Hannah è l'esatto opposto della ragazza descritta da tutti, così decide di rivelarle di essere vergine e capisce che lei può essere la persona giusta per la sua prima volta. Dopo aver perso la verginità, i due ragazzi iniziano una vera e propria relazione lunga tutta l'estate. Quando Bryce torna in città, Zach chiede ad Hannah di tenere segreta la loro storia.
Presente. Clay indaga sul luogo in cui sono state scattate le Polaroid trovate nell'armadietto. Justin si presenta a scuola, svenendo dopo che Jessica gli ha negato il perdono. Tornato a casa di Clay, Justin si nasconde nell'armadio quando sente una persona incappucciata introdursi in camera. L'arrivo del padre di Clay mette in fuga l'invasore, portando però alla luce l'esistenza di Justin. I genitori di Clay accettano di farlo restare in casa, però Lainie dovrà notificare la sua presenza al giudice. Wlodimierz ha saputo da un amico in polizia che Porter è stato fermato per aggressione, promettendo al counselor che manterrà il suo segreto. Nonostante i progressi fatti, Alex non ottiene l'assenso del medico a testimoniare. Tyler e Cyrus sono spediti dai genitori al poligono di tiro, addestrati dal signor Standall all'uso delle armi. Interrogato sul motivo per cui ha tenuto nascosta la storia con Hannah, Zach si giustifica con l'aver cercato un modo per lenire il dolore legato alla morte del padre, avvenuta quella stessa estate. Tornato a scuola, Zach inizia a essere deriso da Bryce e dai compagni di basket per aver rivelato in tribunale la perdita della verginità con Hannah. L'intervento del coach Wlodimierz evita una rissa tra Bryce e Zach, il quale poi subisce gli improperi di Clay per aver anteposto la sua reputazione presso gli atleti al benessere di Hannah. Jessica frequenta un gruppo di ascolto per affrontare il disagio legato allo stupro. Tyler e Cyrus hackerano l'account personale di Zach, portando alla luce materiale compromettente da usare contro di lui. Justin informa Clay dell'effrazione avvenuta quel pomeriggio, nascondendo qualcosa dentro il borsone mentre Clay era distratto.
- Testimone: Zach Dempsey, che parla della sua relazione con Hannah l'estate prima della sua morte.

## La terza Polaroid
- Titolo originale: The Third Polaroid
- Diretto da: Michael Morris
- Scritto da: Brian Yorkey

### Trama
È il giorno della deposizione di Clay che in cortile trova un giornale con la scritta "Hannah mente".
Passato. Clay comunica ad Hannah che trascorrerà le vacanze estive dai nonni in campagna. Nonostante la promessa di tenersi in contatto, Clay non le ha scritto nemmeno una lettera e il loro rapporto si è quindi raffreddato. Jeff vuole aiutare Clay a riaccendere la scintilla con Hannah e li invita a casa sua, dove ha organizzato una vera e propria seduta in cui assumere la "droga dell'amore" per amplificare le emozioni e sentirsi a proprio agio. Il giorno seguente i ragazzi sono in quella che Jeff definisce "fase di down", cioè completamente privi di energia. Senza freni inibitori, Hannah dice espressamente di pensare al suicidio. Nessuno però le presta ascolto.
Presente. In occasione del compleanno di Alex, Jessica e Zach gli fanno trovare uno striscione di auguri nel corridoio della scuola. Reagendo alla canzonatura di Bryce, Alex gli dà dello "stupratore". Fortunatamente Bryce non raccoglie, con l'effetto di riaccendere il disagio dentro Jessica. La ragazza ricomincia a essere tormentata dallo stupro, scoppiando in lacrime mentre si stava provando dei vestiti al centro commerciale. Marcus è ricattato da un video in cui lo si vede intento a intrattenersi con una escort procuratagli dagli amici. Dopo aver chiesto inutilmente l'aiuto di Bryce per coprirlo, Marcus riesce a trasformare una fonte di potenziale imbarazzo in punto di forza, presentandosi a una parata delle cheerleader indossando una divisa femminile con intento ironico. Clay smentisce di aver commesso atti di bullismo, benché la difesa lo attacchi su alcuni episodi che lo hanno visto protagonista in negativo. Stizzito per essere fatto passare come un cattivo ragazzo, Clay ammette di essere in qualche modo responsabile della morte di Hannah, non avendo assecondato le sue continue richieste d'aiuto, ma puntualizza che le sue colpe sono ben inferiori rispetto a quelle di altri. L'avvocato chiede che la sua ultima affermazione venga stralciata, citando l'episodio della droga per inchiodarlo alle sue responsabilità. Tyler si presenta alla festa di compleanno di Alex, a cui non era stato invitato, venendo cacciato da Zach e Jessica in quanto persona non gradita. L'apparizione di Tyler appesantisce l'atmosfera tra i ragazzi. Clay è criticato perché la sua testimonianza ha messo tutti nei guai. Zach riceve la telefonata della madre che ha bisogno di lui a casa, dicendole che si trova con "i ragazzi", vergognandosi di dire che sta con il suo nuovo gruppo. Alex è protagonista di una scenata che viene contestata da Jessica, delusa che il suo vittimismo lo stia allontanando da chi gli vuole bene. Tyler e Cyrus, responsabili del ricatto a Marcus, decidono che il loro prossimo bersaglio sarà Zach. Uscito dalla festa di Alex, Clay trova sul parabrezza della macchina una terza Polaroid con la scritta "Clubhouse". Clay si ingelosisce nel vedere Justin in compagnia dei suoi genitori, quasi fosse diventato il loro secondo figlio. Alterato per i commenti sul proprio conto che sta leggendo in rete, Clay decide di postare le registrazioni di Hannah attraverso un account anonimo.
- Testimone: Clay Jensen, che parla della sua amicizia con Hannah.

## La bambina
- Titolo originale: The Little Girl
- Diretto da: Michael Morris
- Scritto da: Felischa Marye & Brian Yorkey

### Trama
I testimoni del giorno sono Andy e Olivia Baker. Il padre di Hannah accusa la Liberty High di non aver garantito alla figlia quell'ambiente sicuro che, considerate le sue problematiche, avevano cercato per lei. Olivia rincara la dose, incolpando l'istituto di non averli informati tempestivamente delle angherie subite dalla figlia.
Passato. Hannah scopre che suo padre sta vedendo un'altra donna, costringendolo a dirlo subito alla madre prima che lo faccia lei. Hannah mantiene con Olivia lo stesso rapporto di prima, fingendo che il tradimento di Andy non sia avvenuto.
Presente. Justin rientra a scuola proprio mentre c'è agitazione per la divulgazione delle cassette. Bryce inizia a essere preso di mira per gli stupri commessi, riabilitando al tempo stesso la reputazione di Jessica che trova cancellate le scritte offensive in bagno. Il colpevole della pubblicazione delle cassette è individuato in Tyler, accusato inoltre da Zach di aver scattato delle fotografie a sua sorella. Non sentendosi a suo agio, Justin chiede al pusher di procurargli della droga forte. Nel discorso tenuto a una cerimonia della Liberty, Marcus si dimette dalla presidenza del comitato studentesco, sostenendo pubblicamente che la sua colpa è stata aver difeso lo stupratore Bryce. Marcus ha quindi scelto di sacrificare l'amico, evitando che il video sul suo conto potesse circolare e rovinargli il futuro. Andy è costretto ad ammettere di aver iniziato la relazione extraconiugale quando Hannah era ancora in vita, mentre Olivia è attaccata per non aver portato la figlia da un terapista che la aiutasse ad affrontare i suoi problemi. Al termine dell'udienza Andy comunica a Olivia che è stanco di combattere, aspettando di ufficializzare il loro divorzio per potersi unire alla nuova compagna. Clay va a trovare Skye nella clinica in cui è ricoverata, trovandola serena ora che sta affrontando il disturbo bipolare di cui è affetta. Tuttavia, Skye gli comunica che si trasferirà a vivere in un altro Stato, assicurandogli che continuerà ad amarlo e non lo dimenticherà. Senza sapere che Clay è fuori città, Alex passa a casa sua e trova Justin steso sul letto, in overdose con la siringa al braccio. Una volta rientrato, Clay confida ad Alex e Justin di essere lui il delatore delle cassette, giustificandosi che era l'unico modo di far capire agli studenti della Liberty la gravità di quanto accaduto. Jessica si apre con Olivia, come mai aveva fatto con nessuno. Justin si sente responsabile di aver portato scompiglio nella famiglia di Clay, prendendo la decisione di tornare a casa sua. Clay inveisce contro il fantasma di Hannah, incolpandola del caos generato dalle sue cassette, e la invita a levarsi di torno.
- Testimoni: Andy e Olivia Baker, che parlano della vita di Hannah.

## La pagina mancante
- Titolo originale: The Missing Page
- Diretto da: Kat Candler
- Scritto da: Rohit Kumar & Brian Yorkey

### Trama
Sul banco dei testimoni sono chiamati la professoressa Bradley, colei che lesse in aula il messaggio anonimo di Hannah, e il counselor Porter. Costui tenta di discolparsi, affermando di non averla potuta aiutare in quanto non gli aveva raccontato chiaramente i propri problemi.
Passato. Porter ferma Hannah prima che esca dal suo ufficio dopo il colloquio in cui ha dichiarato lo stupro. Il counselor sottolinea che ha un'intera vita davanti a sé e prima o poi tornerà a stare bene. Amaramente Hannah però afferma che si sente già morta.
Presente. Al risveglio Clay apprende che, oltre a Justin, anche sua madre ha deciso di andarsene per prendersi una pausa dalla famiglia. Chloe non si presenta al brunch domenicale dai Walker e la madre di Bryce pretende che il figlio faccia chiarezza sulla questione degli stupri di cui è accusato. Tyler inizia a frequentare Mackenzie, piantandola in asso al cinema per aver avuto una eiaculazione precoce. Il lunedì Clay è convocato nell'ufficio del preside per l'assenza ingiustificata, avvenuta lo stesso giorno in cui sono state divulgate le cassette. Il preside non vuole che Hannah continui a essere venerata come una martire, prescrivendo a Clay lo stesso corso di autoconsapevolezza frequentato da Tyler e Cyrus. Quest'ultimo tenta di convincere Clay a entrare nella loro combriccola, facendo uno scherzo a Bryce. Clay è braccato nello spogliatoio da un gruppo di atleti mascherati che lo immobilizzano, prendendolo a calci e lasciandolo stramazzante al suolo. Cyrus ha voluto che Clay finisse pestato per incattivirlo ulteriormente, facendogli capire che vale la pena unire le forze contro i comuni nemici. Bryce tenta di comprare il silenzio di Chloe, invitandola a una vacanza in Italia con la sua famiglia l'estate successiva. Justin ruba i soldi a Seth, lasciando qualcosa a sua madre perché fugga dal patrigno e si rifaccia una vita. Jessica ritrova la serenità frequentando il gruppo di amici di Nina Jones, una studentessa della Liberty High, e innamorandosi di un certo Damon. Alex chiede a Olivia di poter lavorare come aiutante nel suo negozio. Tony si è fidanzato con Caleb, suo istruttore nella palestra dove ha scontato le ore di libertà vigilata. Tony esce di testa quando vede la macchina vandalizzata e Caleb gli assicura il suo sostegno, benché Tony ammetta di aver commesso cose di cui non va fiero. In tribunale viene mostrata l'agenda di Porter, evidenziando che la pagina del giorno in cui ha ricevuto Hannah è stata strappata. Nonostante l'obiezione della difesa, Porter è autorizzato dal giudice a fare il nome di colui che ha successivamente appurato essere il responsabile dello stupro di Hannah, vale a dire Bryce. Porter ammette di non aver saputo fare il proprio lavoro con Hannah, limitandosi a seguire un protocollo che riconosce essere sbagliato, e tra le lacrime chiede scusa a Olivia per non aver impedito a sua figlia di suicidarsi. Clay, Tyler e Cyrus si trovano sul campo di atletica, intenti a scrivere con la vernice spray insulti contro Bryce, quando si nascondono per l'arrivo di un gruppo di atleti che stanno portando una ragazza in un capanno nascosto dietro una palizzata. Clay lascia che Tyler e Cyrus completino l'opera, contattando Justin per dirgli di aver scoperto dove si trova la Clubhouse. Mentre Justin sale a bordo della macchina di Clay, accettando nuovamente la sua ospitalità, la scritta "stupratori" brucia nel campo di baseball.
- Testimone: Pam Bradley, che parla dello scritto anonimo di Hannah, e Kevin Porter, che parla del giorno in cui Hannah gli chiese aiuto.

## Un bel sorriso, stronze
- Titolo originale: Smile, Bitches
- Diretto da: Kat Candler
- Scritto da: Kirk A. Moore & Brian Yorkey

### Trama
La difesa chiama come teste Sarah Carlin, ex studentessa della vecchia scuola frequentata da Hannah prima del suo arrivo alla Liberty High. Secondo la sua testimonianza, Hannah faceva parte di un gruppetto che l'aveva presa di mira dopo che si era messa con l'ex di una di loro. Dopo Sarah tocca a Tony deporre, il quale afferma di essersi comportato da amico di Hannah nell'assicurarsi che tutti ascoltassero le cassette. La difesa definisce sadico l'atteggiamento di Hannah del volere infliggere agli altri ragazzi la penitenza dell'ascolto delle cassette.
Passato. Tony confida ad Hannah di essere attratto da Ryan. La ragazza, convinta che gli opposti si attraggono, lo spinge a invitarlo a uscire. Al termine dell'appuntamento i due ragazzi sono vittime degli insulti di un omofobo, a cui Tony risponde pestandolo a sangue. Il ragazzo si precipita al Crestmont, chiedendo ad Hannah di nasconderlo dall'arrivo della polizia. Hannah rivela a Tony che anche lei in passato ha commesso degli errori, citando l'episodio di Sarah Carlin, ma l'importante è fare ammenda e promettere di non seguire la stessa strada in futuro.
Presente. Il padre di Jessica si altera vedendo Justin tornare a scuola, benché la figlia lo discolpi da quanto le è accaduto. Porter è sotto indagine della sovrintendenza in seguito alla sua testimonianza che ha chiamato in causa Bryce per gli stupri. Il counselor, a cui il preside ha intimato di mantenersi il più possibile distante dagli studenti fino a che l'inchiesta a suo carico non sarà chiusa, rassicura Justin che è ancora in grado di conseguire il numero di crediti necessario a diplomarsi assieme ai suoi compagni. Sheri viene condotta alla Clubhouse, incaricata di riferire a Clay e Justin cosa avviene in quel luogo. Prima della partita di baseball Bryce tiene un discorso alla squadra in qualità di capitano, difendendo l'integrità del gruppo dagli attacchi di chi li vuole dividere. Dopo una discussione in partita su una decisione sbagliata di Bryce, Zach abbandona il campo ed entra nella Clubhose, trovandoci Clay e Justin. Apparentemente alterato per l'intrusione nel tempio sacro degli atleti, Zach mostra loro dove sono nascoste le Polaroid. Tyler rompe l'amicizia con Cyrus dopo aver apostrofato Mackenzie per l'episodio del cinema. Persa la protezione dell'amico, Tyler è vittima della vendetta di Marcus che diffonde la sua fotografia nudo. L'attendibilità di Tony è messa in dubbio dall'avvocato dei Baker, chiamando in causa il programma di gestione della rabbia a cui è stato condannato per le aggressioni commesse. Inoltre, Hannah non gli lasciò alcuna indicazione su come comportarsi in relazione ai nastri, dunque il suo ruolo di custode delle cassette è stata un'iniziativa a titolo personale. Il negozio dei Baker è saccheggiato da vandali, una ritorsione dopo che si è scoperto come la vittima di bullismo fosse a sua volta carnefice. Spulciando le Polaroid, emerge come tra le ragazze che hanno bazzicato ci siano state Nina Jones e Chloe, quest'ultima fotografata nell'atto di essere violentata da Bryce. Clay resta di stucco nel trovare una Polaroid di Hannah.
- Testimoni: Sarah Carlin, che parla di esser stata vittima di bullismo da parte di un trio di cui faceva parte Hannah, e Tony Padilla, che parla della sua amicizia con Hannah.

## Bryce e Chloe
- Titolo originale: Bryce and Chloe
- Diretto da: Jessica Yu
- Scritto da: Marissa Jo Cerar, Thomas Higgins & Brian Yorkey

### Trama
Dal banco dei testimoni Bryce si scaglia contro chi disprezza gli atleti, non comprendendo il senso di appartenenza che unisce gli sportivi.
Passato. Dopo aver segnato il punto decisivo in una partita di football, Bryce conosce Hannah, appena arrivata alla Liberty High. I due ragazzi iniziano a frequentarsi e Hannah investe molte energie in questa relazione, mentre Bryce la considera una semplice storiella tra le tante che lo status di capitano della Liberty gli permette di avere. Hannah viene portata da Bryce alla Clubhouse, chiedendogli il giaccone perché sente freddo e facendosi scattare una foto.
Presente. Clay e Justin mostrano le Polaroid a Jessica. Zach discute con il coach Wlodimierz, deluso in quanto si è rifiutato di andare ad assistere alla deposizione di Bryce con i compagni di squadra. Zach replica che intende lasciare la squadra, accusando l'allenatore di non aver vigilato a sufficienza sui comportamenti sconvenienti degli atleti. Wlodimierz se la prende con Porter, dalla cui delazione è nato il caos che ora rischia di distruggere la sua squadra. Tyler viene deriso a scuola per l'episodio del cinema con Mackenzie. L'avvocato dei Baker evidenzia come la sera dello stupro Hannah non avesse manifestato l'intenzione di avere un rapporto sessuale con Bryce. Jessica mostra a Chloe le Polaroid che la immortalano nella Clubhouse. Chloe confessa di essere la responsabile delle fotografie minatorie appese alla lavagna, poiché voleva fare di tutto per discolpare il suo fidanzato dalle ignobili accuse. Il giorno seguente a scuola Justin attacca pubblicamente Bryce, facendo scoppiare una rissa allargatasi ben presto a tutti i ragazzi coinvolti nel caso di Hannah, al punto che persino Porter e Wlodimierz vengono alle mani. Anche Alex finisce nella rissa ricordandosi delle precedenti risse con Montgomery, al quale da il bastone sulla schiena. Uscito dalla detenzione, Clay trova la macchina sfondata da qualcuno che ha preso le Polaroid. Chloe afferma in tribunale che il sesso con Bryce è stato consenziente, ma Olivia continua a pensare che qualcuno la stia manovrando per non farle dire la verità. Tyler porta Clay a sparare nel bosco, suggerendogli di immaginare che al posto dei bersagli ci siano le facce di persone che detesta. Tyler posta su Facebook alcune fotografie scattate mentre vandalizzava il campo di atletica in compagnia di Cyrus. Messo alle strette dalla madre, Bryce le confessa la verità, ricevendo uno schiaffo e l'affermazione che è la vergogna della famiglia. Alex riceve un pacco contenente una pistola, ricordandosi della sera in cui si trovava a casa di Bryce mentre costui stuprava Hannah e di come lui e Montgomery non avessero fatto niente per impedire che ciò avvenisse. Clay si reca da Bryce impugnando una delle pistole di Tyler, ma Justin lo ferma prima che faccia una pazzia. Bryce esce sull'uscio di casa, assistendo sconcertato alla scena.
- Testimoni: Bryce Walker, che parla della sua fasulla relazione con Hannah, e Chloe Rice che, invece, difende Bryce da una notte di sesso, dove lei non si ricorda nulla.

## La scatola di Polaroid
- Titolo originale: The Box of Polaroids
- Diretto da: Jessica Yu
- Scritto da: Hayley Tyler & Brian Yorkey

### Trama
Arriva il giorno della deposizione di Justin. Il ragazzo ricorda di quando in terza elementare Bryce scelse di diventare suo amico, sottraendolo all'isolamento cui la sua condizione di bambino povero lo stava condannando.
Passato. La sera del primo e unico appuntamento con Hannah al parco, Justin le chiede ospitalità dopo una rissa con il fidanzato di sua madre. Il mattino seguente Justin si sente in obbligo di mostrare a Bryce la fotografia scattata ad Hannah, non aspettandosi che l'amico l'avrebbe fatta circolare.
Presente. Justin sottrae la pistola a Clay, intimando a Bryce di non fare parola di quanto ha visto. Guidando la macchina di Clay, Justin si accorge che sono seguiti dalla solita jeep e riesce a seminarla. Il mattino seguente Lainie fa ritorno a casa, scusandosi per il suo comportamento e preparando Justin alla deposizione di quel giorno. Cyrus rimprovera Tyler per aver postato fotografie che possono metterli nei guai e, in effetti, le conseguenze non tardano ad arrivare. Il preside condanna Tyler a frequentare un corso differenziato per studenti difficili. Wlodimierz pretende da Bryce che non si faccia più menzione delle Polaroid. Il preside comunica a Porter che l'indagine a suo carico si è conclusa negativamente, quindi la sua collaborazione con la Liberty High può ritenersi conclusa. Porter accetta il verdetto con velato sarcasmo e, auspicando che la scuola modifichi il proprio atteggiamento lassista sugli episodi di bullismo, consegna al preside i profili di altri ragazzi problematici che a suo parere rischiano di diventare la nuova Hannah. Il primo incartamento riguarda Tyler. La difesa mette in dubbio l'attendibilità di Justin, non essendo stato la sera della festa nelle condizioni psicofisiche per poter appurare che Bryce avesse violentato Jessica. Nell'arringa finale l'avvocato dei Baker rimarca come Hannah abbia lanciato due segnali di aiuto, prima con la lettera letta in classe e poi rivolgendosi direttamente al counselor, ma nessuno le ha saputo prestare ascolto. Il legale della difesa replica che la responsabilità della sua morte non può essere attribuita al corpo insegnanti, bensì ai genitori che non hanno vigilato a sufficienza. Con l'aiuto di Scott Reed, uno degli amici e compagni di squadra di Bryce, Clay e gli altri ragazzi inchiodano Montgomery come probabile responsabile degli atti intimidatori e vogliono rientrare in possesso delle Polaroid. In realtà Montgomery non ha le fotografie e fugge con la pistola di Alex. A questo punto l'unica carta da giocare rimane Jessica, convinta dagli amici a denunciare lo stupro alla polizia. Il processo si chiude con l'assoluzione del distretto scolastico. Fuori dal tribunale Bryce è arrestato per violenza sessuale, così come Justin per complicità nello stesso reato. Lainie comunica a Clay che Justin ha deciso di sacrificarsi, consapevole che fosse l'unico modo per incastrare Bryce. Olivia annuncia a Jessica, sconvolta per l'arresto di Justin, che dovranno lottare ancora.
- Testimone: Justin Foley, che parla della sua relazione con Hannah e accusa Bryce di stupro.

## Addio
- Titolo originale: Bye
- Diretto da: Kyle Patrick Alvarez
- Scritto da: Brian Yorkey

### Trama
Giovedì 18 aprile. Trascorso un mese dagli ultimi eventi, si conclude il processo a carico di Bryce e Justin. Come tutti temevano, l'appartenenza a una buona famiglia e lo status di incensurato consentono a Bryce di cavarsela con una condanna irrisoria ad appena tre mesi di libertà vigilata. Nel motivare la sentenza il giudice afferma che anche Bryce, al pari delle sue vittime, ha subito degli "shock", quali il dover cambiare scuola e il vedere la propria squadra squalificata dal campionato per la vandalizzazione del campo di gioco. Justin invece ha dovuto scontare l'intera condanna in carcere, poiché non è stato possibile rintracciare sua madre. Tyler rientra a scuola dopo un periodo trascorso in una comunità, sereno e più consapevole delle proprie possibilità. Clay trova il coraggio di completare quel tatuaggio con il punto e virgola che non era riuscito a finire ai tempi della relazione con Skye.
Venerdì 19 aprile. I Baker hanno organizzato una cerimonia funebre in onore di Hannah. Clay, a cui Olivia ha chiesto di tenere un discorso a nome degli studenti, ricorda commosso una ragazza di cui si era innamorato e trova il coraggio di lasciarla andare, vedendola uscire dal portone della chiesa verso un posto migliore in cui finalmente potrà trovare pace. I partecipanti alla cerimonia si ritrovano da Monet's, raggiunti da Justin che è appena uscito di prigione. Clay gli comunica che i suoi genitori hanno deciso di adottarlo, quindi ora farà parte della sua famiglia. Olivia consegna a Clay una lista trovata nel computer di Hannah, dove la figlia aveva elencato i motivi per non suicidarsi. Essi purtroppo erano undici, due in meno rispetto a quelli che l'hanno spinta al suicidio, tuttavia Clay compariva più volte nella lista delle ragioni per restare in vita, dandogli la conferma che era la persona più importante per lei. Olivia ha deciso di vendere il negozio e trasferirsi a New York, provando a inseguire il sogno della figlia di vivere nella "Grande Mela". Tyler è vittima di una violenta aggressione nei bagni della scuola da parte di Montgomery, furibondo perché lo ritiene responsabile della squalifica della squadra. Il giovane è violentato da Montgomery, perdendo quel poco di autostima che aveva faticosamente recuperato. Nascondendo i segni della violenza, Tyler trama una vendetta estrema per farla pagare a tutti. Justin si inietta una siringa monouso nel piede.
Sabato 20 aprile. Clay e Justin decidono di partecipare al ballo di fine anno, evento che nelle loro intenzioni deve segnare un nuovo inizio. Tony, che avendo fatto coming out non ha più bisogno della scusa di fare il dj per non essere a disagio nel ballare con le ragazze, scopre con piacere che i suoi amici hanno invitato Caleb. Justin si ingelosisce nel vedere Jessica baciare Alex, rendendosi conto di averla persa a causa della sua vigliaccheria. Bryce, all'ultima apparizione prima di lasciare la Liberty, rinfaccia a Justin di aver rinunciato al loro sogno da matricole di diventare i padroni della scuola ed essere passato dalla parte di quelli che definivano i "perdenti". Quando suona la canzone di Hannah e Clay, "The Night We Met", i ragazzi si stringono attorno al commosso Clay. Justin e si rifugia nel ripostiglio della palestra e lì lo raggiunge Jessica e i due iniziano a baciarsi intensamente. Jessica incontra Chloe in bagno che le confida di essere incinta. Cyrus scopre che Tyler sta arrivando al ballo per compiere una strage con il fucile che teneva nascosto nella cantina di casa sua. Clay esce per fermarlo, convincendolo a non farsi giustizia in questo modo e rovinando la vita a sé stesso e agli altri. Tony spalanca la portiera della sua macchina, offrendo a Tyler una via di fuga alla polizia in arrivo. Clay resta immobile con il fucile di Tyler in mano, mentre si avvicinano le sirene della polizia e si rende conto, assieme a Justin e Jessica, di essere nei guai. 